# Етнички Муслимани у Србији
Етнички Муслимани у Србији су становници Србије који се у етничком смислу изјашњавају као припадници муслиманског народа. Према попису становништва из 2022. године, на подручју Републике Србије живи 13.011 етничких Муслимана. Иако по укупном броју премашују припаднике неких других етничких мањина које имају своје националне савете, етнички Муслимани у Србији још увек нису званично организовани, за разлику од својих сународника у суседној Црној Гори.
Етнички Муслимани у Србији се сматрају делом муслиманског народа као посебног јужнословенског народа који је као такав био признат у бившој Социјалистичкој Федеративној Републици Југославији, а самим тим и у Социјалистичкој Републици Србији.

## Историја
За време постојања СФРЈ, велика већина муслиманског народа била је изразито југословенски оријентисана. Међутим, у раздобљу између 1990. и 1992. године дошло је до наглог успона националистичких снага, чиме је дат замах сепаратистичким тенденцијама у односу на Југославију као заједничку државу свих њених народа. Ова политика је била праћена успоном етничког бошњаштва, које је тежило да све југословенске Муслимане, без обзира на њихово порекло, претвори у етничке Бошњаке. На референдуму који је одржан у почетком 1992. године, велика већина босанско-херцеговачких Муслимана определила се за отцепљење Босне и Херцеговине од Југославије, што је довело до политичког цепања муслиманског народа у виду државног одвајања босанско-херцеговачких Муслимана од преосталих југословенских Муслимана у Србији и Црној Гори (СР Југославија).
Додатни корак ка разбијању јединства муслиманског народа учињен је 1993. године на Првом бошњачком сабору у Сарајеву, када је одлучено да се дотадашњи југословенски Муслимани преименују у етничке Бошњаке, чиме је том старинском регионалном називу за становнике Босне дато ново етничко значење. Ова одлука изазвала је бројне недоумице, како међу Муслиманима у Херцеговини, који се никада (чак ни у регионалном смислу) нису сматрали Бошњацима, тако и међу Муслиманима у Србији и Црној Гори, што је током наредних година довело до нових расправа и трајних подела. Првобитни покушаји бошњачења нису наишли на опште прихватање међу етничким Муслиманима у Србији, тако да је први званични корак ка усвајању бошњачких одредница био учињен тек 1998. године, када је путем прегласавања донета одлука да се дотадашње Муслиманско национално вијеће Санџака преименује у Бошњачко национално вијеће Санџака. Упркос тенденцијама у виду бошњачења, односно превођења у бошњачки етнички корпус, део етничких Муслимана у Србији задржао је своју народну посебност и своје традиционално име.
Представници етничких Муслимана са подручја Косова и Метохије су 1990. године основали сопствену политичку партију под називом Демократска реформска странка Муслимана (ДРСМ), која је редовно учествовала на локалним, републичким и савезним изборима. На првим вишестраначким изборима за Народну скупштину Републике Србије (1990), ова странка је освојила једно посланичко место, а исти резултат је остварила и на наредним скупштинским изборима, који су одржани 1992. године. Након 1999. године и доласка КФОР-а и УНМИК-а на подручје Косова и Метохије, тамошњи етнички Муслимани, као и њима блиски Горанци, потпали су под удар интензивне бошњакизације, а уместо дотадашње ДРСМ се на том подручју појавило неколико нових странака, искључиво бошњачке оријентације.

## Савремено стање
Према попису становништва Србије из 2002. године, у Србији је било 19.503 етничких Муслимана, од чега је 11.252 живело на подручју централне Србије, 3.634 на подручју АП Војводине, а 4.617 на подручју Града Београда. Последњи попис из 2022. године показује да се укупан број етничких Муслимана смањио, тако да је у Србији забележено укупно 13.011 (-58.34%) припадника муслиманског народа.
По укупном броју, етнички Муслимани у Србији премашују припаднике неких других етничких мањина, које имају своје националне савете, али упркос томе припадници муслиманског народа у Србији још увек нису званично организовани, за разлику од својих сународника у суседној Црној Гори. У појединим општинама, представници етничких Муслимана су заступљени у општинским саветима за међунационалне односе, који су на основу закона формирани у свим етнички мешовитим срединама на подручју Републике Србије.